# کرگدن سیاه جنوب شرقی
کرگدن سیاه جنوب شرقی (نام علمی: Diceros bicornis occidentalis) نام یک زیرگونه از گونه کرگدن سیاه است.